# 伊爾利亞瓦
48°30′29″N 22°34′23″E / 48.50806°N 22.57306°E
伊爾利亞瓦（烏克蘭語：Ірлява），是烏克蘭的村落，位於該國西部外喀爾巴阡州，由烏日霍羅德區負責管轄，始建於1453年，面積0.45平方公里，2001年人口270，人口密度每平方公里600人。